# Khớp thái dương hàm
Khớp thái dương hàm là một trong những khớp động của cơ thể và là khớp động duy nhất của phần sọ mặt, nó cũng có thể gọi tắt là khớp cầu bởi vì nó linh hoạt hoàn toàn. Có cấu trúc phức tạp và giữ vai trò cực kỳ quan trọng. Khớp bao gồm diện khớp của xương hàm dưới và diện khớp của xương thái dương và các thành phần trung gian khác như là bao khớp, dây chằng khớp, đĩa khớp và mô sau đĩa.